# ایمیل

اَت سایین، بخشی از هر آدرس رایانامه SMTP است

رایانامه، (به انگلیسی: E-mail) روشی برای تبادل پیام («نامه») بین افرادی است که از وسایل الکترونیکی استفاده می‌کنند. نخستین استفادهٔ محدود از رایانامه در دههٔ ۱۹۶۰ به وقوع پیوست، در آن زمان کاربران فقط می‌توانستند برای کاربران همان رایانه، ایمیل ارسال کنند. برخی از سیستم‌ها همچنین نوعی پیام‌رسانی فوری ارائه می‌کردند، طوری که فرستنده و گیرنده باید همزمان آنلاین می‌بودند. ری تاملینسون به عنوان مخترع رایانامهٔ شبکه‌ای (امروزی) شناخته می‌شود. او با استفاده از علامت @ (اَت ساین) نام کاربری را با سرور مقصد پیوند داد و در سال ۱۹۷۱ نخستین سیستمی را ساخت که قادر به ارسال پیام بین کاربران در میزبان‌های مختلف در سراسر آرپانت بود. در اواسط دهه ۱۹۷۰، این روش به عنوان رایانامه شناخته شد.
رایانامه در شبکه‌های کامپیوتری و اینترنت کار می‌کند. سیستم‌های امروزه بر اساس مدل ذخیره و ارسال فعالیت می‌کنند. سرورهای رایانامه پیام‌ها را می‌پذیرند، ارسال و ذخیره می‌کنند. نه کاربران و نه رایانه‌های آنها ملزم نیستند همزمان آنلاین باشند. آنها معمولاً برای ارسال یا دریافت پیام یا بارگیری آن به یک سرور رایانامه یا رابط پست الکترونیکی وب متصل می‌شوند.
رایانامه‌های اولیه در ابتدا فقط متنی ASCII بودند، بعدها رایانامهٔ اینترنتی توسط برنامه‌های افزودنی رایانامهٔ چندمنظوره (MIME) گسترش یافت تا متن را در سایر کاراکترها و پیوست‌های محتوای چندرسانه ای حمل کند. رایانامهٔ بین‌المللی، با آدرس‌های رایانامهٔ بین‌المللی شده با استفاده از UTF-8، استاندارد شده، اما به‌طور گسترده پذیرفته نشده است.
سابقه سرویس‌های رایانامه مدرن اینترنتی به آرپانت (ARPANET) برمی‌گردد. نخستین استانداردهای رمزگذاری پیام‌های رایانامه در سال ۱۹۷۳ منتشر شد (RFC 561). یک رایانامه ارسال شده در اوایل دهه ۱۹۷۰ مشابه یک رایانامهٔ ساده‌ای است که امروزه ارسال می‌شود.

## واژه‌شناسی
واژهٔ مرکب انگلیسی electronic mail به شکل گرته‌بردارانه به بسیاری از زبان‌های جهان راه یافته است. هر یک از دو واژهٔ این ترکیب جداگانه به زبان‌های مقصد برگردانده شده و سپس در آن زبان‌ها واژهٔ مرکبی شکل داده‌اند؛ برای نمونه در فرانسوی به courrier électronique، در آلمانی به elektronische Post، در عربی به برید الکترونی، در روسی به электронная почта و در فارسی به نامهٔ الکترونیک و پست الکترونیک برگردانده شده است.
طولی نکشید که واژهٔ مرکب انگلیسی electronic mail در خود این زبان به صورت کوته‌نوشت email درآمد و کاربرد گسترده یافت. از آن پس همین صورت کوته‌نوشت هم به بسیاری از زبان‌های دیگر راه یافت (نگاه کنید به صفحهٔ مربوط به همین واژه در ویکی‌پدیای دیگر زبان‌ها). این وام‌واژه در فارسی به صورت ایمیل و ای‌میل نوشته می‌شود.
واژه‌های رایانامه و پیام‌نگار از جمله پیشنهادهای فرهنگستان برای نام‌گذاری این پدیده در فارسی هستند که البته هنوز به تصویب نهایی نرسیده‌اند. تا تاریخ ۱۰ آبان ۱۳۹۲ وبگاه فرهنگستان برابر تصویب‌شده‌ای برای این عبارت منتشر نکرده است. با این حال در همین وبگاه، در صفحهٔ ارتباط با فرهنگستان، به جای email واژهٔ پیام‌نگار به کار رفته است.
در واژهٔ رایانامه جزء رایا کوتاه‌شدهٔ رایانه است (مانند e که کوتاه‌شدهٔ electronic است). به سخن دیگر، بدین‌سان در انگلیسی و فارسی برای ساختن واژه‌های اینترنتی و رایانه‌ای یک پیشوند ساخته شده است. به این فرایند دستوری‌شدگی می‌گویند. پیشوند «رایا-» هم در فارسی مانند پیشوند -e در انگلیسی نشان‌دهندهٔ رایانه‌ای و اینترنتی بودن چیزی است.
از زمرهٔ نهادها و مرجع‌های رسمی که واژهٔ رایانامه را پذیرفته‌اند، شورای عالی انفورماتیک است که در «واژه‌نامهٔ مرجع برای ترجمهٔ محیط لینوکس»، Electronic Mail را نامهٔ الکترونیکی و E-mail را رایانامه ترجمه کرده است.

## شیوه‌نامه‌ها
برای ارسال رایانامه‌ها از شیوه‌نامهٔ SMTP استفاده می‌شود. این شیوه‌نامه مشخص می‌کند که چگونه یک مأمور ارسال نامه باید یک نامه را از کاربر ارسال‌کننده دریافت کرده و آن را به صندوق پستی کاربر گیرنده تحویل دهد. رایج‌ترین پیاده‌سازی‌های این شیوه‌نامه برنامه‌های سندمیل و پست‌فیکس هستند. همچنین دو شیوه‌نامهٔ رایج دیگر به نام‌های پاپ و قرارداد پیام‌گزینی وجود دارند که کاربر گیرنده با استفاده از این شیوه‌نامه‌ها می‌تواند به صندوق پستی خود متصل شده و نامه‌های خود را بخواند. پیاده‌سازی‌های مختلفی از این دو شیوه‌نامه وجود دارد که از میان معروف‌ترین آنها می‌توان به داوکت اشاره کرد.

## نرم‌افزارهای دریافت و ارسال رایانامه
برای فرستادن و دریافت رایانامه، نرم‌افزارهای گوناگونی رایج است از جمله مایکروسافت آوت لوک که تحت ویندوز است و همچنین نرم‌افزار اوولوشن یا Kmail که تحت سیستم‌عامل‌های مبتنی بر یونیکس مانند گنو/لینوکس کار می‌کند یا سرویس‌های مبتنی بر وب مانند یاهو میل و جیمیل.

## سرویس‌های رایانامه
از جمله سرویس دهندگانی که به صورت رایگان به افراد، یک پست الکترونیک (رایانامه) ارائه می‌دهند می‌توان به موارد زیر اشاره کرد:
- جیمیل
- آی‌کلاد
- یاندکس
- اوت‌لوک
- یاهومیل
- اینباکس
- هات‌میل

## سرویس‌های رایانامه ایرانی
از جمله سرویس دهندگانی که به صورت رایگان به افراد، یک پست الکترونیک (رایانامه) ارائه می‌دهند می‌توان به رایانامه چاپار زیر اشاره کرد:
شرکت پست هم خدمات رایانامه ارائه می‌دهد و در ازای این خدمت هزینه اشتراک دریافت می‌کند.